# Palm Springs North
Palm Springs North é uma Região censo-designada localizada no estado americano da Flórida, no Condado de Miami-Dade.

## Demografia
Segundo o censo americano de 2000, a sua população era de 5460 habitantes.

## Geografia
De acordo com o United States Census Bureau tem uma área de 2,1 km², dos quais 1,8 km² cobertos por terra e 0,3 km² cobertos por água.

## Localidades na vizinhança
O diagrama seguinte representa as localidades num raio de 8 km ao redor de Palm Springs North.